# Flusso plasmatico renale
Il flusso plasmatico renale (FPR) o corrisponde al volume di plasma (espresso in millilitri) che passa attraverso entrambi i reni in un minuto (quindi nell'unità di tempo).
Il flusso plasmatico renale è un valore importante nella valutazione della funzionalità renale. Esso, ad esempio, può essere compromesso nel caso di insufficienze renali acute o croniche.
Sono il 20% di questo flusso viene filtrato effettivamente dai glomeruli renali e costituisce l'ultrafiltrato, precursore dell'urina. Il restante 80% va nei capillari peritubulari.
Il valore del flusso plasmatico renale può essere ottenuto tramite il test con acido p-amminoippurico (PAI), e i suoi valori normali in un adulto sono fra i 600-700 ml/min.